# 鼩吻松鼠
鼩吻松鼠（学名：Rhinosciurus laticaudatus）是哺乳綱囓齒目松鼠科的一种，是鼩吻松鼠屬中唯一的一种。而與鼩吻松鼠屬同科的動物尚有紅胸松鼠屬（紅胸松鼠）、南美俾格米松鼠屬（南美俾格米松鼠）、婆羅洲地鼠屬（婆羅洲地鼠）、巨松鼠屬（巨松鼠）等之數種哺乳動物。